# Chrósty (województwo opolskie)
Chrósty (niem. Chrost, 1936–45 Schönhain) – wieś w Polsce położona w województwie opolskim, w powiecie kędzierzyńsko-kozielskim, w gminie Pawłowiczki. W 2011 roku liczba mieszkańców we wsi Chrósty wynosiła 152. 
W latach 1975–1998 miejscowość administracyjnie należała do ówczesnego województwa opolskiego.

## Historia
Pierwsze wzmianki o osadzie Chrosti pochodzą z 1679. W 1819 wieś kupiła rodzina Schön, która wybudowała tutaj zamek z parkiem. W 1845 we wsi Chrósty było 27 domów i 214 mieszkańców.
Od końca XVIII w. na  pieczęci gminnej umieszczono wizerunek piętrowego budynku, po prawej stronie wysokie drzewo.
22 maja 2009 r. ówczesna sołtys wsi Anna Pander zajęła pierwsze miejsce w plebiscycie na Sołtysa Roku zorganizowanym przez "Nową Gazetę Lokalną".

## Zabytki
- Ruiny pałacu z XVIII wieku z parkiem
- Kapliczka z 1853 r. z figurką św. Łazarza